# 원용국 (1937년)
원용국(1937년 ~)는 평안북도 용천 출신(실제는 1935년생)으로 대한민국의 신학자이자, 교수이다.

## 학력
- 오산고등학교 졸업 (1956년) /
- 장로회신학교 졸업 (1960년) /
- 숭실대학교 철학과 졸업 (1963년, B.A.) /
- 총회신학대학원 수료 (1968년) /
- International Graduate School, 신학석사 학위취득 (Th.M.) /
- Southern California Theological Seminary, 신학박사 학위취득 (Th.D.)

## 경력
- 총회신학대학 강사 역임 (1972년, 1980~1983년) /
- 안양대학교 구약학 교수 역임 (1981~2003년) /
- 한국성서고고학회 최초 설립자, 前대표, 現고문 (1993년~현재) /
- 호석출판사, 대표 (현재) /
- American Schools of Oriental Research(ASOR) 정회원

## 연구 활동
- 한국 및 한국인 최초의 성서고고학 전문가! /
- 이태리, 그리스, 이집트, 이스라엘 방문 연구 (1980년) /
- 이스라엘, 라기스 발굴 연구 (1987년 6~7월) /
- 이스라엘, 이스르엘 발굴 연구 (1991년 7~8월, 1993년 6~7월) /
- 이스라엘, 벳산 발굴 연구 (1996년 7~8월) /
- 이스라엘, 텔 르홉 발굴 연구 (1997년 7~8월) /
- 이스라엘, 킬벳 엘 에이카 발굴 연구 (2017년 7월)